# Február 27.
Február 27. az év 58. napja a Gergely-naptár szerint. Az évből még 307 (szökőévekben 308) nap van hátra.
Névnapok: Ákos, Bátor + Akács, Antea, Antigoné, Balambér, Balda, Baldó, Éneás, Gábor, Gabos, Gábriel, Lándor, Lantos, László, Leander, Orfeusz, Valdemár. Szökőévben 26-a névnapjai kerülnek e napra, míg a maiak 28-án vannak.

## Események

### Politikai események
- 1673 – I. Lipót német-római császár, magyar és cseh király Ampringen János Gáspárt, a német lovagrend nagymesterét Magyarország teljhatalmú katonai kormányzójává nevezi ki.
- 1848 – Kitör a forradalom a Badeni Nagyhercegségben.[1]
- 1849 – A kápolnai csatában Dembinszky Henrik főparancsnok honvéd csapatai súlyos vereséget szenvednek a Windisch-Grätz herceg főhadparancsnok által vezetett császári haderőtől.
- 1849 – Bem csapatai, Medgyesről kiindulva az Urban ezredes által vezetett császári erők ellen vonulnak, és kiszorítják őket Erdélyből, Bukovina felé.
- 1906 – Megalakul a brit Munkáspárt.
- 1917 – Az orosz időszámítás szerint e napon tör ki a februári forradalom (a Gergely naptár szerint március 10-én).
- 1933 – Berlinben felgyújtják a Reichstagot, a német Birodalmi Gyűlés épületét.
- 1946 – Budapesten aláírják a magyar-csehszlovák lakosságcsere egyezményt.
- 1946 – Szovjetunió és Mongólia új barátsági és kölcsönös segítségnyújtási szerződést, továbbá gazdasági és kulturális együttműködési megállapodást ír alá.
- 1988 – Az iraki légierő gépei csapást mérnek a teheráni Rey olajfinomítóra, bár elpusztítani nem tudják, azonban komoly károkat okoznak a létesítményben.
- 1988 – Az Rey olajfinomító elleni támadásra válaszul Irán három Scud rakétát lő ki Bagdadra, s ezzel kiújul a „városok háborúja”.
- 1991 – Véget ér az Irak elleni első öbölháború.

### Kulturális események

#### Zenei események
- 2016 – Freddie és a Pioneer című dal nyeri az Eurovíziós Dalfesztivál magyarországi előválogatóját, A Dalt.[2]

### Sportesemények
- 1900 – Az FC Bayern München megalapítása

## Születések
- 272 – Nagy Konstantin római császár († 337)
- 1691 – Edward Cave angol nyomdász, szerkesztő és kiadó, a The Gentleman’s Magazine, az első modern értelemben vett magazin megalapítója († 1754)
- 1786 – Alexander C. Hanson amerikai politikus, szenátor († 1819)
- 1805 – Nyáry Pál politikus, Pest vármegye alispánja, képviselő, az Országos Honvédelmi Bizottmány tagja († 1871)
- 1823 – Ernest Renan francia filozófus és író († 1892).
- 1844 – Franz von Schönaich báró, táborszernagy, 1906–11-ig az Osztrák–Magyar Monarchia hadügyminisztere († 1916)
- 1857 – Kalecsinszky Sándor kémikus, geokémikus, az MTA tagja († 1911)
- 1861 – Rudolf Steiner osztrák filozófus, az antropozófiai szellemtudomány atyja († 1925)
- 1881 – Luitzen Egbertus Jan Brouwer holland matematikus, filozófus, a matematikai intuicionizmus megalapítója († 1966)
- 1902 – John Steinbeck Nobel-díjas amerikai író  († 1968)
- 1905 – Franchot Tone amerikai színész  († 1968)
- 1911 – Kazal László magyar színész, énekes, komikus, érdemes művész († 1983)
- 1912 – Lawrence Durrell brit író († 1990)
- 1913 – Irwin Shaw amerikai író († 1984)
- 1913 – Paul Ricœur francia filozófus († 2005)
- 1917 – Devecseri Gábor magyar író, költő, műfordító († 1971)
- 1921 – Szőllősy András magyar zeneszerző, zenetudós († 2007)
- 1925 – Ebb Rose amerikai autóversenyző († 2007)
- 1928 – Füzessy Ottó magyar színész († 1988)
- 1929 – Fodor András költő, esszéíró († 1997)
- 1930 – Joanne Woodward Oscar-díjas amerikai színésznő
- 1932 – Elizabeth Taylor kétszeres Oscar-díjas amerikai színésznő († 2011)
- 1939 – Peter Revson amerikai autóversenyző († 1974)
- 1941 – Angyal János magyar humorista, újságíró († 2003)
- 1942 – Németh Sándor Jászai Mari díjas magyar színész, rendező, színigazgató, érdemes és kiváló művész.
- 1944 – Jean-Luc Salomon francia autóversenyző († 1970)
- 1944 – Roger Scruton angol konzervatív filozófus, esztéta († 2020)
- 1945 – Daniel Olbrychski lengyel színész
- 1947 – Gidon Kremer lett hegedűművész, karmester
- 1950 – Somogyi Péter magyar biológus, neurobiológus, a biológiai tudomány doktora, a Magyar Tudományos Akadémia külső, később levelező tagja
- 1951 – Varga Károly magyar színész († 2005)
- 1952 – Horváth Ibolya Aase-díjas magyar színésznő a Győri Nemzeti Színház Örökös Tagja.(† 2005)
- 1954 – Éles István Karinthy-gyűrűs magyar humorista, parodista
- 1957 – Timothy Spall BAFTA-díjas angol színész, előadóművész
- 1959 – Vardan Petroszján örmény színész, forgatókönyvíró, humorista
- 1964 – Für Anikó Jászai Mari-díjas magyar színésznő, érdemes művész
- 1965 – Pedro Matos Chaves portugál autóversenyző
- 1968 – Erdős Virág magyar költő, író
- 1970 – Gyurity István horvát származású magyar színész
- 1979 – Pavel Novotný cseh kosárlabdázó
- 1983 – Duje Draganja horvát úszó
- 1988 – Gyömbér Gábor magyar labdarúgó
- 1989 – Stephen Kiprotich ugandai hosszútávfutó, a férfi maratonfutás világ és olimpiai bajnoka
- 1990 – Arina Martinova orosz műkorcsolyázó
- 1992 – Artem Grigorjev orosz műkorcsolyázó

## Halálozások
- 1865 – báró Jósika Miklós író (* 1794)
- 1874 – Lázár Kálmán ornitológus, újságíró, az MTA tagja (* 1827)
- 1883 – Abaffy Lipót szlovák nyelvű író, evangélikus lelkész (* 1827)
- 1887 – Alekszandr Porfirjevics Borogyin orosz tudós, zeneszerző, az "Orosz ötök" egyike (* 1833)
- 1909 – Albert Midlane angol keresztény énekszerző (* 1825)
- 1936 – Ivan Petrovics Pavlov Nobel-díjas orosz orvos, fiziológus (* 1849)
- 1943 – Salamon Ernő költő (* 1912)
- 1945 – Mágócsy-Dietz Sándor botanikus, az MTA tagja (* 1855)
- 1945 – Unger Emil magyar zoológus, ichthiológus, hidrobiológus (* 1883)
- 1954 – Bobby Ball amerikai autóversenyző (* 1925)
- 1960 – Ettore Chimeri venezuelai autóversenyző (* 1921)
- 1989 – Konrad Lorenz Nobel-díjas osztrák etológus (* 1903)
- 1998
  - J. T. Walsh amerikai filmszínész (* 1943)
  - George Herbert Hitchings Nobel-díjas amerikai farmakológus (* 1905)
- 2006 – Bene Ferenc olimpiai bajnok magyar labdarúgó (* 1944)
- 2013 – Van Cliburn amerikai zongoraművész (* 1934)
- 2015 – Leonard Nimoy amerikai színész („Mr. Spock” alakítója), rendező, énekes, fotóművész (* 1931)
- 2021 – Olsavszky Éva Kossuth-díjas magyar színésznő (* 1929)
- 2025 – Borisz Szpasszkij szovjet-francia-orosz sakkozó, nemzetközi nagymester (* 1937)

## Ünnepek, emléknapok, világnapok
- A Dominikai Köztársaság nemzeti ünnepe: a függetlenség napja (1884)